# Picadero Jockey Club (baseball)
Il Picadero Jockey Club è stato una squadra spagnola di baseball facente parte dell’omonima polisportiva con sede a Barcellona.

## Storia
Fu tra le formazioni protagoniste del baseball spagnolo ed europeo soprattutto negli anni sessanta. Fu a lungo conosciuta anche come Picadero Damm, poiché sponsorizzata dalla Damm, famosa azienda produttrice di birra. Vinse il suo primo campionato nazionale nel 1957.
Dopo aver trionfato anche nel 1962, l’anno seguente prese parte alla prima edizione della Coppa dei Campioni: batté in finale Milano e si laureò primo campione d’Europa. Fu campione spagnolo nuovamente nel 1964.
Nel 1968 vinse la seconda Coppa dei Campioni battendo in finale i Piratas de Madrid: fu la prima finale fra due squadre connazionali in tale competizione. Gli anni settanta videro un generale declino della polisportiva del Picadero e la sezione di baseball, dopo la vittoria della Liga Nacional nel 1973 e 1974, sparì gradualmente dai tornei maggiori.

## Palmarès
- Campionati spagnoli: 3

1957, 1962, 1964
- Liga Nacional: 3

1960, 1973, 1974
- Coppe dei Campioni: 2

1963, 1968

### Altri piazzamenti
- Coppa dei Campioni:

terzo posto: 1965, 1969